# Kugalur, Nanjangud
Kugalur là một làng thuộc tehsil Nanjangud, huyện Mysore, bang Karnataka, Ấn Độ.